# Петер Бранґ
Бранґ Петер (нім. Brang Peter; 23 травня 1924, Франкфурт-на-Майні, Німеччина — 14 квітня 2019, Маур, кантон Цюрих, Швейцарія) – німецький і швейцарський славіст, літературознавець. Доктор філологічних наук (1959). Член-кореспондент АН Австрії (1980). 

## Біографія
Навчався в Марбурзькому і Боннському університетах. 1961—1990 працював у Цюрихському університеті: керівник семінару слов’янської філології, завідувач кафедри слов’янської філології; до 1974 читав загальні, порівняльно-славістичні, літературознавчі курси. У співавторстві з Є. Нечипоруком висвітлив шляхи сприймання швейцарської літератури в Україні (стаття “Die Schweizer Literatur in der Ukraine” // “Bild und Begegnung”, 1996). Укладав коментовані антології “Landschaft und Lyrik. Die Schweiz in Gedichten der Slaven” (“Краєвид та лірика: Вірші слов’янських поетів про Швейцарію”, Базель, 1998), до якої увійшли переклад і аналіз поезій П. Куліша, Лесі Українки. Українську тематику розглядає у дослідженнях “Kommentierte Bibliographie zur Slavischen Soziolinguistik” (“Коментована бібліографія слов’янської соціолінгвістики”) // “Uni Zürich”, 1978, № 2, зокрема мовна політика, сфери використання, статус української мови в підросійській, підавстро-угорській, підпольській та Радянській Україні. У галузі літературно-соціологічних досліджень особливу увагу Бранґ приділяв читацько-психологічним концепціям О. Потебні та О. Білецького — стаття “A. I. Beleckijs Theorie der Leserrezeption” (“Теорія О. І. Білецького про читацьке сприймання”) // “Internationales Archiv für Sozialgeschichte der deutschen Literatur”, München, 1977, Bd. 2. На Конгресі славістів 1983 у Києві виступив із доповіддю «Стан і завдання соціолінгвістичного дослідження слов’янських літератур». У монографії “Ein unbekanntes Russland. Kulturgeschichte vegetarischer Lebensweisen von den Anfängen bis zur Gegenwart” (“Невідома Росія. Культурна історія вегетаріанських зразків життя від початків до сьогодення”, Кьольн, 2002) поєднано літературознавчі, філософсько-етичні та культурно-історичні аспекти досліджень, подано німецький переклад і ґрунтовний аналіз твору “Лист” М. Коцюбинського. Вивчає українську, білоруську та польську культури в контексті їхніх зв’язків зі Швейцарією.